# Ко је сместио Зеки Роџеру
Ко је сместио Зеки Роџеру (енгл. Who Framed Roger Rabbit) је амерички играно-анимирани филм из 1988. године, који је режирао Роберт Земекис, а продуцирали Френк Маршал и Роберт Ватс. По жанру мешавина комедије и мистерије, филм је темељен на књизи Ко је цензурисао Зеку Роџера? Гарија К. Вулфа. Главне улоге тумаче Боб Хоскинс, Кристофер Лојд, Чарлс Флајшер, Стаби Кеј и Џоана Касиди. Радња је смештена у Холивуд 1947. године, где заједно живе цртани ликови и људи. Филм прати детектива Едија Валијанта, који има задатак да ослободи кривице цртаног лика Зеку Роџера, ком је смештено убиство власника компаније .
Walt Disney Pictures је купио филмска права за причу 1981. године. Џефри Прајс и Питер С. Симен су написали два нацрта сценарија, пре него што је Disney довео извршног продуцента Стивена Спилберга и његову продукцијску кућу Amblin Entertainment. Земекис је ангажован да режира филм, док је канадски аниматор Ричард Вилијамс ангажован да надгледа секвенце анимације. Продукција је премештена из Лос Анђелеса у Elstree студије у Енглеској, како би се сместили Вилијамс и његова група аниматора. Током снимања, буџет филма је почео нагло да се шири и снимање је трајало дуже него што се очекивало.
Филм је објављен преко Disney-јевог банера Touchstone Pictures 22. јуна 1988. године. Добио је признање критичара, који су хвалили његове визуелне ефекте, хумор, сценарио и глуму (посебно Хоскинса), а критичари и публика су се сложили да је „револуционаран”. Зарадио је преко 351 милион долара широм света, поставши други филм са највећом зарадом 1988. године. Донео је ново интересовање за Златно доба америчке анимације, предводећи модерну америчку анимацију и Дизнијеву ренесансу. Освојио је три награде Оскар (за најбољу монтажу филма, најбољу монтажу звука и најбоље визуелне ефекте), а добио је и Оскара за посебна достигнућа за Вилијамсову режију анимације.
Године 2016, Конгресна библиотека је изабрала овај филм за чување у Националном филмском регистру САД јер је „културолошки, историјски или естетски значајан“.

## Радња
Године 1947, анимирани ликови, познати као „цртаћи”, живе и у стварном свету, и попут правих глумаца наступају у филмовима. Живе у Цртаћграду, у близини Холивуда. Р. К. Марун је људски власник студија Maroon Cartoon Studios; Зека Роџер је анимирани зец који глуми у његовим филмовима, а Роџерова супруга Џесика је лепа цртаћ жена; Беба Херман је Роџеров партнер у филмовима, 50-годишњи цртаћ лик који и даље наступа као беба. Марвин Акми је власник Цртаћграда и компаније .
Марун унајми приватног детектива, Едија Валијанта, како би овај истражио гласине о томе да Џесика има ванбрачну аферу. Еди и његов брат Теди су раније били пријатељи цртаћ заједнице, али откада је један цртаћ лик убио Тедија пре неколико година, Еди их је омрзнуо и постао је алкохоличар. Када Еди услика Џесику како игра игру рукама са Акмијем, Роџер се изненађујуће увреди и нестане. То га учини главним осумњиченим следећег дана, када је Акми пронађен мртав. На месту злочина, Еди упознаје судију Дума и његову цртаћ патролу састављену од ласица. Дум је открио „умак”, посебну течност која има способност да убије цртаће.
Према гласинама, Акми је у свом тестаменту оставио Цртаћград цртаћима, али тестамент је нестао и, ако се не пронађе до поноћи, Цртаћград ће припасти подузећу Cloverleaf, које је недавно купило трамвајски систем. Када се Роџер појави у Едијевој канцеларији и закуне да нема везе са убиством, детектив почиње да истражује случај, а зеца сакрије код своје пријатељице Долорес. Џесика исприча Едију да ју је Марун уценио како би компромитирао Акмија, док се испоставља да Марун продаје свој студио Cloverleaf-у. Марун је са фотографијама само хтео да уцени Акмија како би извршио продају. Управо тада, неко убија Маруна, а Еди следи траг убице до Цртаћграда. Испоставља се да је Дум убио Акмија и Маруна како би купио Цртаћград. Његове ласице хватају Едија и намеравају да убију Џесику и Роџера „умаком”. Дум планира да разруши Цртаћград како би на том месту направио врло исплативи аутопут након што укине трамвајски превоз. Еди успева да насмеје ласице до смрти и креће у обрачун са Думом, који разоткрива да је и сам цртаћ, као и да је управо он убио његовог брата, Тедија. Еди пролива котао са „умаком”, спашавајући Роџера и Џесику, док течност растопи Дума. Када стигну цртаћи и полиција, Еди открива и тестамент којом цртаћи наслеђују Цртаћград.

## Улоге
| Глумац         | Улога             |
| -------------- | ----------------- |
| Боб Хоскинс    | Еди Валијант      |
| Кристофер Лојд | судија Дум        |
| Чарлс Флајшер  | Зека Роџер (глас) |
| Стаби Кеј      | Марвин Акми       |
| Џоана Касиди   | Долорес           |
| Кетлин Тернер  | Џесика Зец (глас) |
| Алан Тилверн   | Р. К. Марун       |